# Bitva u Kolína

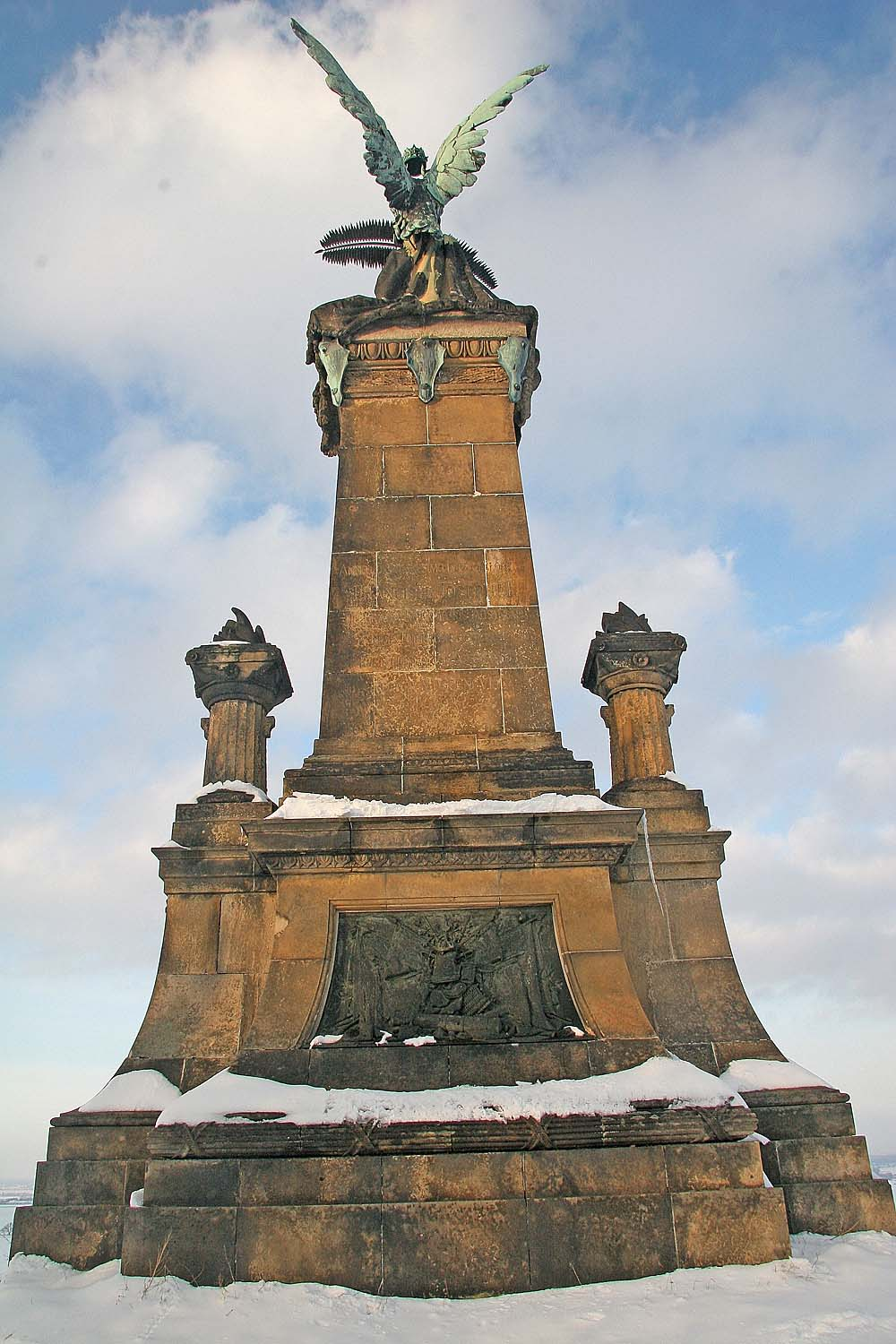
Památník bitvy u vesnice Křečhoř

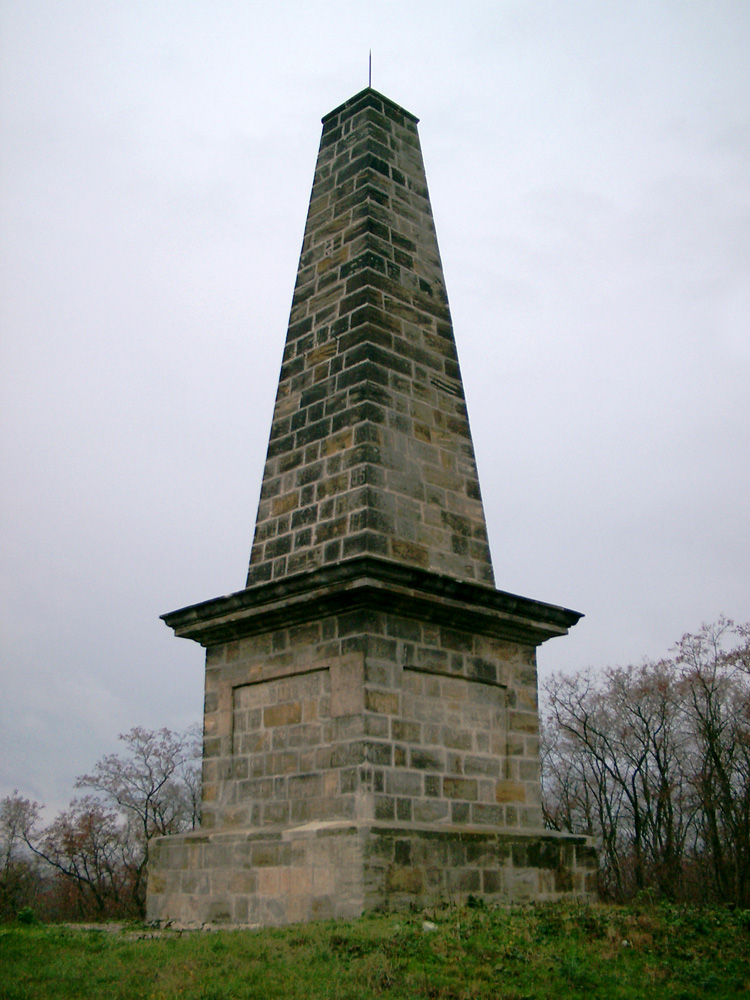
Památník bitvy, Bedřichov

Bitva u Kolína proběhla 18. června 1757, kdy se nedaleko Kolína střetla vojska pruského krále Fridricha II. s rakouskou armádou polního maršála Leopolda Dauna, posílenou o saské jezdecké pluky. Zpočátku nerozhodná bitva skončila vítězstvím početně silnější rakouské armády. Její výsledek přiměl pruskou armádu ukončit obléhání Prahy a měl rozhodující vliv na další průběh sedmileté války.

## Situace před bitvou
Silné pruské vojsko, které do té doby ještě nezakusilo hořkost porážky, se během několika málo týdnů probilo až k Praze, kterou oblehlo. Marie Terezie proto pověřila velením posledního silného a operace schopného habsburského vojenského uskupení jednoho ze svých nejlepších vojevůdců, polního maršála Leopolda Dauna a vyslala ho do Čech, aby vyprostil těžce zkoušenou pražskou posádku. V případě neúspěchu by už neměla habsburská monarchie nic, čím by mohla čelit pruskému postupu, třebas na samotnou Vídeň, Rakousko by bylo na kolenou a Fridrich II. by si mohl klást jakékoliv podmínky. Další rakouská porážka by také vážně narušila integritu a mocenské postavení celého soustátí.

### Pruská armáda
Po sérii vítězství se pruské armádě podařilo obklíčit a izolovat v Praze 40 000 rakouských vojáků. Část pruské armády začala Prahu obléhat a část pokračovala v postupu dále do nitra Čech. Podařilo se jí dobýt Kolín, kde se na nějaký čas usadila. Poté, co se Prusové dozvěděli o postupující rakouské armádě, město opustili a přesunuli se do prostoru jižně od Kouřimi, kde se spojili se sborem krále Fridricha II.

### Rakouská armáda
Po shromáždění rakouské rezervní armády, posledního vojenského uskupení, které monarchie mohla postavit do pole a přitom doufat v úspěch ve střetnutí s protivníkem, požadovala Marie Terezie po maršálu Daunovi ráznou akci a co nejrychlejší osvobození Prahy. Daun však varoval před bezhlavým útokem a raději zvolil opatrnější taktiku. Pro místo střetu si vybral okolí Kolína, kraj, kde absolvoval vojenské cvičení a který dobře znal. I přes početní převahu nad nepřítelem zvolil defenzivní taktiku a zaujal výhodnou obrannou pozici na výšinách poblíž obce Křečhoř.

## Průběh bitvy
18. června 1757 kolem 5. hodiny ráno vyrazily pruské pluky směrem na Plaňany, které rychle padly. V následném střetu pak byl poražen rakouský předvoj a donucen k ústupu. Počátečním pruským úspěchem tak začalo střetnutí plné nečekaných zvratů.
Po rychlém postupu však král Fridrich II. útok zastavil a vyčkával, co udělá početně silnější nepřítel. Maršál Daun Fridrichova zaváhání využil k přeskupení svých jednotek a posílení obranných pozic. Podařilo se mu také prohlédnout Fridrichův plán, jehož cílem bylo pravé křídlo rakouských sil. Na jeho podporu vyslal své jezdectvo, které zaujalo pozice na kopcích v okolí.
Pruský postup byl obnoven ve 14 hodin útokem přímo na Křečhoř. Po úporném boji se ho Prusům nakonec podařilo zmocnit a rakouské voje couvly. Daun spěšně posílil ty jednotky v okolí Křečhoře, které byly bezprostředně ohroženy. Tím zabránil celkovému obchvatu svých sil. Ačkoliv situace byla stále nerozhodná a Prusové si pořád udržovali iniciativu, byla čím dál tím více patrná početní převaha rakouských vojsk. Kolem sedmé hodiny večerní dosáhl pruský nápor svého vrcholu, tentokrát se Fridrich II. snažil roztáhnout svůj útok do šíře, avšak byl znovu s vypětím všech sil odražen. Ve chvíli, kdy Leopold Daun poznal, že pruský tlak polevuje, dal signál svému jezdectvu ke zteči. To za součinnosti s pěchotou rozbilo pruské linie a obrátilo nepřítele na ústup. V té chvíli Fridrich II. s vědomím, že bitva je ztracena, opustil bojiště, aniž by předal velení svým generálům. Jednotliví velitelé tak ustupovali dle vlastního uvážení. Díky tvrdému výcviku a disciplinovanosti pruských vojáků se většině sil podařilo z boje vyvázat a ustoupit. Vzhledem k nastalé tmě a nedostatku munice se Daun neodvážil nepřítele pronásledovat a spokojil se s výsledkem, kterého dosáhl na bojišti.
V bitvě se vyznamenali dragouni z valonského pluku prince de Ligne, jehož příslušníci se rekrutovali z Rakouského Nizozemí. Útok dragounů z pluku de Ligne, kterým se pro jejich mládí přezdívalo „holobrádci“, povzbudil i ostatní rakouské jednotky a způsobil rozhodující zvrat v průběhu kolínské bitvy.

## Výsledek bitvy
Na pláních kolem Kolína nalezlo smrt nebo bylo raněno či zajato na pruské straně 13 398 vojáků a 396 důstojníků (tj. 41 % z celkového počtu), na rakouské straně 8 629 mužů a 359 důstojníků (tj. 20 % z celkového počtu).

## Důsledky bitvy
Co do počtu zúčastněných i mrtvých vojáků se jednalo o jednu z největších bitev sedmiletého konfliktu a svým významem o jednu z nejdůležitějších. Rakouské armádě se podařilo získat zpět pošramocenou pověst a monarchie mohla zahájit nový zápas o nadvládu nad Slezskem.
Fridrich II. bezprostředně po porážce ukončil obléhání Prahy a urychleně stáhl celou svou armádou z Čech.  Napřesrok se sice Prusové do Čech vrátili, ale byli znovu poraženi, tentokrát jiným slavným rakouským vojevůdcem Gideonem Laudonem. V tu chvíli vstoupila na scénu vojska rakouského spojence, Ruského impéria, která napadla Prusko z východu. V nastalé šňůře bitev bylo Prusko donuceno svést boj nejen o zachování svého mocenského postavení, ale i o svou existenci.

## Pomníky a vzpomínkové akce

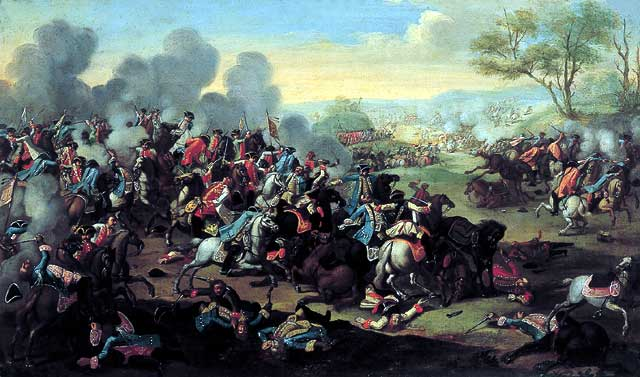
Bitva u Kolína; neznámý malíř

V okolí Kolína stojí několik staveb, připomínající velké střetnutí. Na vrchu Bedřichov stojí od roku 1841 kamenný obelisk, Boží muka nedaleko Červených Peček byla vystavěna na místě hromadného hrobu pruských vojáků a u Lošan je tzv. Kolovratův pomník. Další menší pomníky, obelisky a kameny s pamětními deskami jsou rozsety po celém okolí. Asi největší monument stojí u vesnice Křečhoř, místě nejprudších bojů. Byl vystavěn v roce 1899 dle návrhu architekta Václava Weinzettla sochařem Mořicem Černilem.
Na připomínku slavného vítězství habsburské armády, v jejíž řadách bojovalo i mnoho Čechů, se v Kolíně i jeho okolí koná mnoho vzpomínkových akcí včetně pravidelných rekonstrukcí.
V červnu 2017, v rámci oslav 260. výročí bitvy u Kolína byla v Regionálním muzeu v Kolíně (ve zrekonstruovaném Veigertovském domě) otevřena nová expozice s názvem Bitva u Kolína: osobnosti, dělostřelecká reforma a Vojenský řád Marie Terezie. Nová expozice je prezentována na mnohem větší ploše (několik desítek čtverečních metrů) než byla původní a zabírá zhruba šestinu celkové výstavní plochy muzea. Jak napovídá již název, věnuje se nejen samotné bitvě, ale také událostem s ní spojeným, především reformou císařsko-královského dělostřelectva, kterou uskutečnil polní maršál Josef Václav z Lichtenštejna. Právě tato reforma měla pro bitvu u Kolína klíčovou roli. Zčásti byly využity předměty ze staré expozice, ale velkou část tvoří nové exponáty. Největším exponátem je nový interaktivní model bitvy.